# Horten
Horten je samosprávná obec v norském kraji Vestfold. Žije zde přibližně 28 tisíc obyvatel, což dělá z Hortenu jedno ze čtyřiceti největších měst Norska. Spadá pod něj i několik přilehlých obcí: Borre, Åsgårdstrand, Skoppum a Nykirke.
Až do roku 1858 byl Horten částí obce Borre, tohoto roku se ale oddělil. Naopak již zmíněné obce se spojily roku 1988. Jméno nově sjednocené obce bylo původně Borre, ale po referendu konaném 1. června 2002 bylo město přejmenováno na Horten.

## Historie

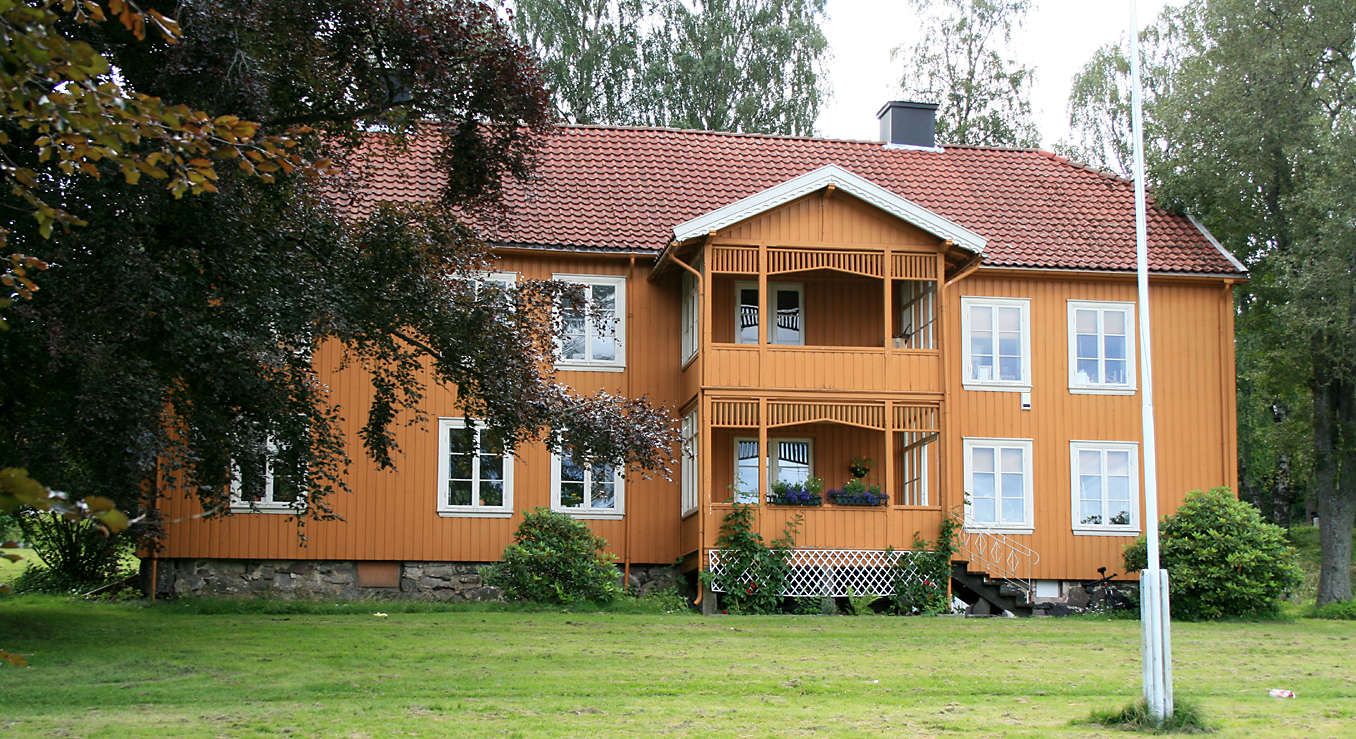
Dům v přiléhající obci Brårudgårdenu

### Jméno
Město je pojmenované po starém statku, zvaném Horten (v roce 1552 také Hortan), který stál na území dnešního Hortenu. Samotné slovo Horten má pravděpodobně původ ve staronorském slově Hort, což může znamenat vyboulený nebo vyklenutý.

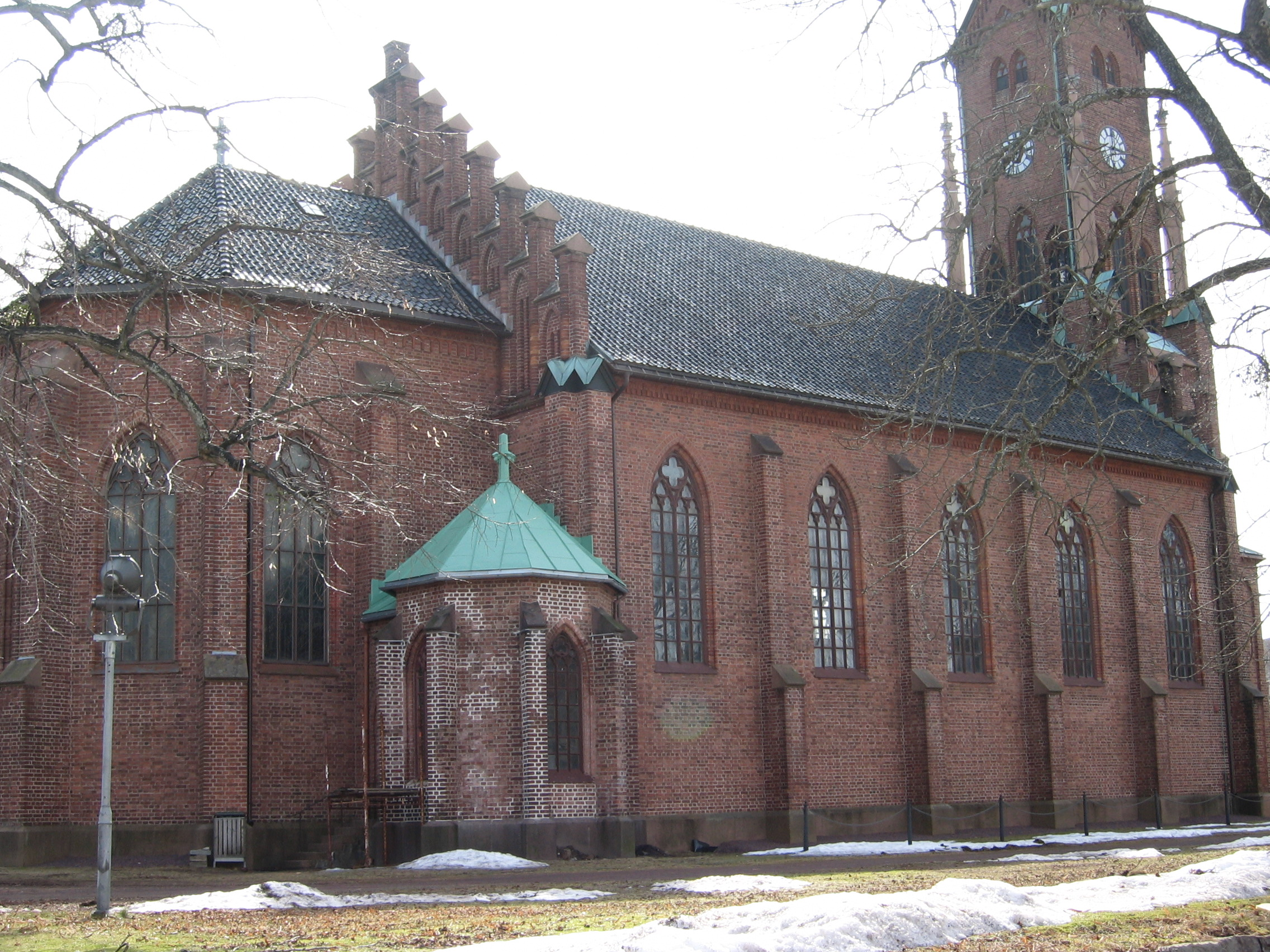
Kostel v Hortenu

### Znak
Znak města je na místní poměry nový. Hlavní faktory samotného znaku, tedy růže, koruna a kamenná hradba, do něj byly přidány 19. listopadu 1907, tedy v době, kdy byl Hortenu udělen status města. Znak je rozdělen neobvykle diagonálně a právě hradba a korunu znamenají status města. V dolní části je vidět i voda, která má připomínat místní přístav a růže je symbolem místní panenské přírody.

## Vzdělání a školství
V blízkosti Hortenu stojí univerzita Høgskolen i Buskerud og Vestfold, běžně označovaná jako Bakkenteigen. Tato univerzita nabízí širokou škálu oborů, od sociologie, přes historii až po lingvistiku. Bakkenteigen má přes 4 000 studentů a klade si za cíl být zdrojem vzdělání pro celý okres.

## Turistické atrakce
- Borrehaugene (Borre, podle přiléhající vesnice a haugene ze staronorského slova znamenající kopec) byl první národní park, který byl v Norsku založen. Národní park Borre se nachází mezi Hortenem a vesnicí Åsgårdstrand. Místo bylo v minulosti častým dějištěm bitev, mimo jiné zde byli i Vikingové. Vykopávky zde také odkryli nářadí pro různá řemesla, především co se týče výroby lodí.

- Hřbitov v Borre je historický hřbitov stojící v již zmíněném národním parku. Nacházejí se zde hroby králů, které jsou datovány do doby před stěhováním národů. Hřbitov je velmi rozsáhlý, okolo 45 akrů a má největší sbírku královských hrobů ve Skandinávii.

- Marinemuseet je muzeum námořnictva, jedno z nejstarších existujících muzeí podobného druhu. Založeno bylo v roce 1853 a je zde k nalezení i úplně první motorový člun; HNoMS Rap. Ve stejné budově se nachází i Norské muzeum fotografie.

- Karljohansvern je námořní základna v Hortenu. Její aktivita sice v posledních letech pomalu klesá, ale i díky tomu byly prostory otevřeny veřejnosti.

## Sport

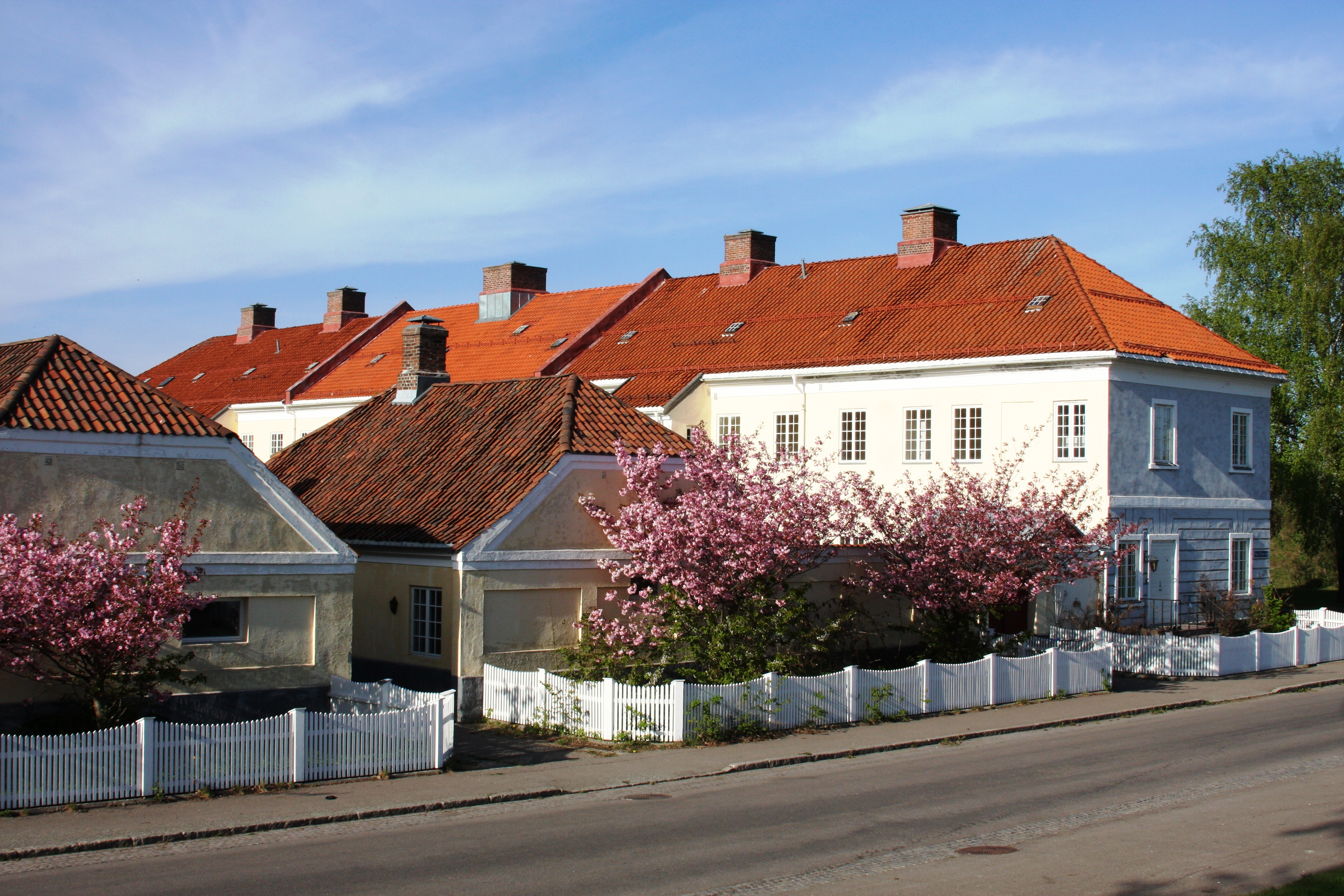
Karljohansvern

Horten má několik fotbalových klubů. Nejúspěšnější a dobře známý je FK Horten, který v současné době hraje v norské 2. divize. Další místní tým je, Falk, který hraje 3. divizi, zatímco Borre a Holtankammeratene hrají v ligách.

## Doprava
Nejbližší vlakové nádraží v celém městě je to v přiléhající obci Skoppum, ta je vzdálená asi 1 hodinu 10 minut jízdy vlakem od hlavního města Osla. Autem se z Hortenu dá dostat do Osla po silnici E18 směrem na jih, přičemž cesta je dlouhá 100 km. Nejbližší letiště je ve městě Sandefjord a nazývá se Sandefjord Torp, cesta tam trvá okolo 30 minut.
Jelikož se Horten nachází na poloostrově, většina hlavních dopravních tepen míří na jih od tohoto města, silnice nižších tříd se na ni pak připojují. Trajekt jezdí přes Oslofjord mezi Hortenem a Mossem ve Østfoldu.
Železniční trať Vestfoldbanen prochází městy Horten, ale nikoliv přes centrum. Nádraží Skoppum se nachází jihozápadně od centra, ačkoli několik dojíždějících raději využívá vlakové nádraží Holmestrand, díky lepší dopravní dostupnosti.

## Známí lidé z Hortenu
- Astrid Hjertenæs Andersen
- Gil Andersen
- Carl Georg Barth
- Per Bredesen
- Hjalmar Broch
- Arnar Førsund
- Eva Gustavson
- Francis Hagerup
- Grethe Kausland
- Linda Konttorp
- Per Krohg
- Michael Paulsen
- Leif Preus
- Andreas Rygg
- Harald Sandvik
- Carsten Tank-Nielsen
- Leif Welding-Olsen

## Partnerská města
Horten podepsal smlouvy o spolupráci s těmito městy:
- Hillerød, Dánsko
- Karlskrona, Švédsko
- Loviisa, Finsko
- Ólafsfjörður, Island